# Bagvarti
Bagmashtu (nota anche come Bagparti, Bagvarti e Bagbartu) era una divinità femminile di Urartu, consorte o moglie della suprema divinità urartea Haldi. Anche se nella maggior parte del regno di Urartu è Arubani è la moglie di Khaldi, dallo scavo di Musasir sono emerse testimonianze che recitano "Khaldi e sua moglie, Bagmashtu". Si presume che quando Urartu abbia ampliato i suoi territori per includere l'area di Musasir, furono inglobate divinità locali, così da creare un nuovo pantheon per quella regione. L'aggiunta di Bagmashtu è supportata dal fatto che il suo nome è di origine armena.